# Vorstendom Salerno

Het vorstendom Salerno in de 9e eeuw

Het Longobardische vorstendom Salerno was een Zuid-Italiaanse staat die in 851 ontstond na de splitsing van het hertogdom Benevento. Lodewijk de Duitser, koning van het Oost-Frankische Rijk, ging akkoord dat het zuidelijk deel van het hertogdom Benevento onafhankelijk werd. Salerno was geen deel meer van Oost-Francië of van het Heilig Roomse Rijk maar was formeel wel trouw verschuldigd aan de Heilig Roomse keizer. In de praktijk was het vorstendom echter zo goed als onafhankelijk. Voor enkele korte perioden was de prins van Salerno zelfs een vazal van de Byzantijnse keizer.
In het tweede kwart van de elfde eeuw bereikte het vorstendom Salerno onder vorst Guaimar IV zijn hoogtepunt. Zijn zoon, Gisulf II, verloor in 1077 Salerno aan de Normandische Robert Guiscard van Apulia. Het vorstendom Salerno werd samengevoegd met andere Normandische bezittingen in Zuid-Italië tot het hertogdom Apulië en Calabrië. In 1127 werd het door Rogier II van Sicilië samengevoegd met het graafschap Sicilië tot het koninkrijk Sicilië. Tot 1194 bleef Salerno wel de belangrijkste stad van Zuid-Italië.